# منتخب تونس لهوكي الجليد
منتخب تونس الوطني لهوكي الجليد هو منتخب وطني يمثل تونس في منافسات هوكي الجليد الدولية، بدأ منافساته في سنة 2014، حيث لعب أول مباراة في تاريخه ضد نادي كوربفوي الفرنسي ولم يلعب المنتخب أي مباراة دولية رسمية حتى الآن.